# Con te bambino/Cybernella
Con te bambino/Cybernella è un singolo discografico de I Vianella, pubblicato nel 1981.

## Descrizione
Con te bambino era la sigla della serie televisiva 10 storie di bambini di Edoardo Mulagia, scritta da Carla Vistarini su musica di Luigi Lopez e arrangiamento di Aldo Tamborrelli. Sul lato b è incisa "Cybernella", sigla dell'anime omonimo, scritta dagli stessi autori, e Fabio Massimo Cantini co-autore della musica.

## Tracce
Lato A
1. Con te bambino – 4:35 (testo: Carla Vistarini – musica: Luigi Lopez)

Lato B
1. Cybernella – 2:40 (testo: Carla Vistarini – musica: Luigi Lopez, Fabio Massimo Cantini)

## Edizioni
Entrambi i brani sono stati inseriti nella compilation "TiVulandia 5".